# 张国初 (学者)
张国初（1942年—），汉族，中华人民共和国政治人物、第十一届全国政协委员。
加入中国民主建国会，担任中国社会科学院数量经济与技术经济研究所研究员。2008年，当选第十一届全国政协委员，代表社会科学界，分入第三十三组。并担任经济委员会专委。